# 考施卡山

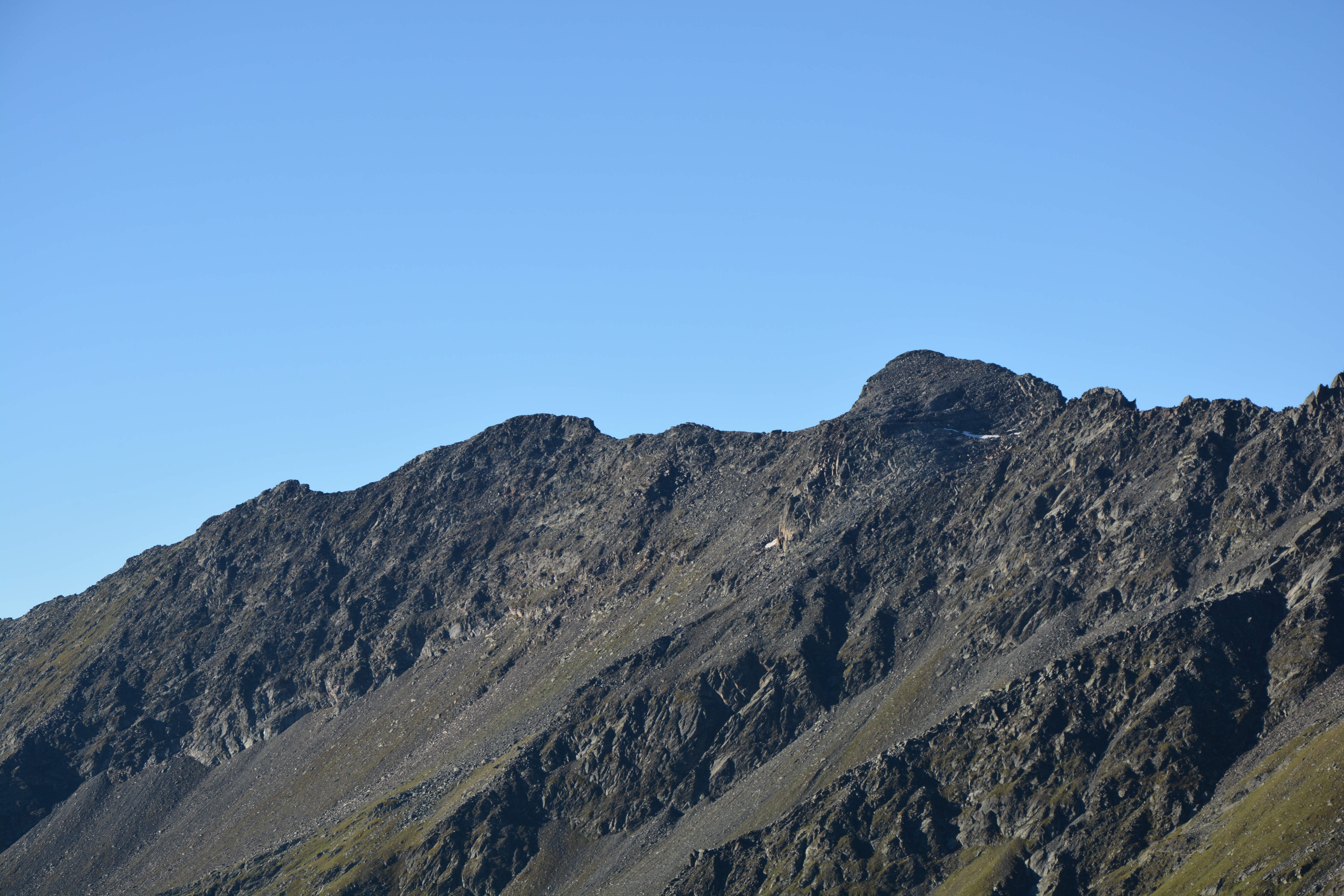

46°56′35″N 12°17′02″E / 46.943040°N 12.283929°E
考施卡山（德語：Kauschkahorn），是奧地利的山峰，位於該國西部，由蒂羅爾州負責管轄，屬於維內迪傑山脈的一部分，處於德弗雷根谷地聖雅各布，海拔高度2,903米。